# Weekendbus Közlekedési Zrt.
A Weekendbus egy 1989-ben alapított közlekedési vállalat, mely több helyi és helyközi járat üzemeltetője.

## Története
A Weekendbus vállalatot 1989-ben alapították.
1993 óta a cég üzemeltet szerződéses járatokat és munkásjáratokat is.
1994 óta folyamatosan végeznek csapatszállítási (lövészetek, vidéki gyakorlatok, külföldi tanulmányutak) feladatokat a Rendőrtiszti Főiskola részére, kölcsönös együttműködési megállapodás alapján.
2007 és 2013 között a Weekendbus Zrt. látta el Dunaharaszti város tömegközlekedését. Dunaharaszti és Alsónémedi között 2009-ig helyközi járatot is üzemeltetett a vállalat. 
2021. jaunár 22-étől bevezették a mobiljegyet, azaz okostelefonon is lehet jegyet vásárolni az adott járatra.
2021-ben a Weekendbus forgalomba állított egy elektromos Ikarus 120-as autóbuszt.

## Autóbuszjáratok
A Weekendbus jelenleg nem rendelkezik nyilvánosan elérhető viszonylattal.